# Ludwig Eiber

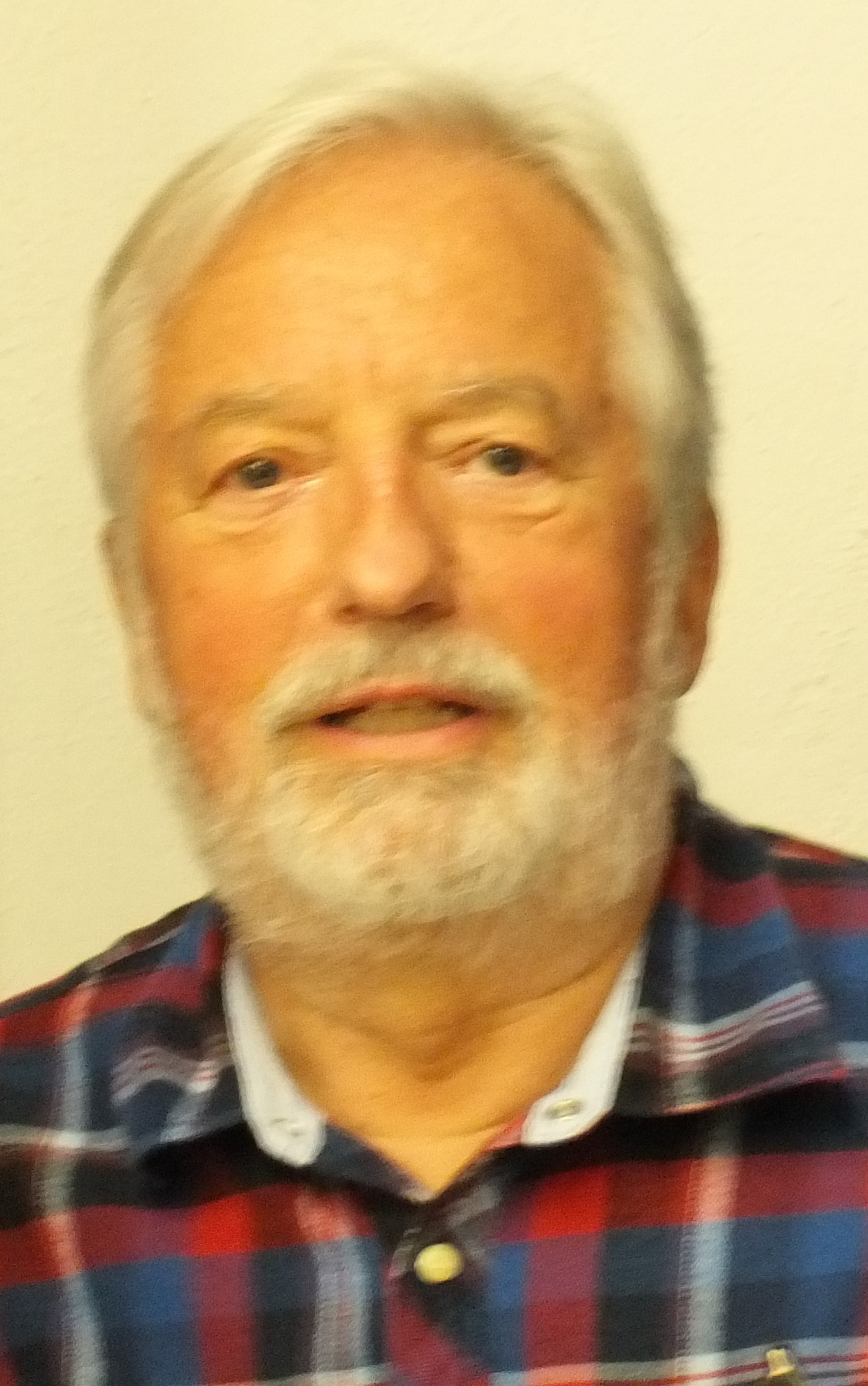
Ludwig Eiber 2022

Ludwig Eiber (* 31. Juli 1945) ist ein deutscher Historiker, Autor und Leiter der KZ-Gedenkstätte Neuengamme von 1980 bis 1988.

## Leben
Eibers Vater war als Schlosser bei BMW von 1955 bis 1956 und danach bei Zündapp in München beschäftigt. Er studierte Geschichtswissenschaften an der Universität München und promovierte dort 1978 zum Dr. phil. mit der Dissertation Arbeiter unter der NS-Herrschaft: Textil- und Porzellanarbeiter im nordöstlichen Oberfranken; 1933–1939. Anschließend war er am Institut für Zeitgeschichte tätig.
Von 1980 bis 1988 leitete er die KZ-Gedenkstätte Neuengamme. Sein Mentor beim Aufbau der Gedenkstätte war Ulrich Bauche. Danach forschte er bis 1991 bei der Hamburger Stiftung für Sozialgeschichte des 20. Jahrhunderts zum Hamburger Arbeiterwiderstand (1933–1939) und im Anschluss an der Universität Hannover zur Emigration von Sozialdemokraten nach Großbritannien (1940–1945). Ab 1996 war er Wissenschaftlicher Mitarbeiter am Haus der Bayerischen Geschichte und habilitierte sich 1997 an der Universität Hamburg im Fach Zeitgeschichte mit der Schrift Arbeiter und Arbeiterbewegung in der Hansestadt Hamburg in den Jahren 1929 bis 1939: Werftarbeiter, Hafenarbeiter und Seeleute; Konformität, Opposition, Widerstand. Von 1998 bis 2003 war er Projektleiter im Rahmen der Überarbeitung der Ausstellung in der KZ-Gedenkstätte Dachau. Zusätzlich war er ab 2000 als Privatdozent für Neuere und Neueste Geschichte an der Philologisch-Historischen Fakultät der Universität Augsburg tätig. 2004 übernahm er die Leitung des Zeitzeugenprojekts im Haus der Bayerischen Geschichte.
Ab 2005 bereitete er die Landesausstellung Bayern-Böhmen vor, die 2007 in Zwiesel gezeigt wurde. Er ist 2. Vorsitzender des Archives der Münchner Arbeiterbewegung.

## Schriften
Monographien
- „Ich wußte es wird schlimm“. Die Verfolgung der Sinti und Roma in München 1933–1945, Buchendorfer Verlag, München 1993; ISBN 3-927984-16-7.
- Die Sozialdemokratie in der Emigration. Die „Union deutscher sozialistischer Organisationen in Großbritannien“ 1941–1946 und ihre Mitglieder. Protokolle, Erklärungen, Materialien, Dietz, Bonn 1997, ISBN 3-8012-4084-3.
- Arbeiter und Arbeiterbewegung in der Hansestadt Hamburg in den Jahren 1929 bis 1939. Werftarbeiter, Hafenarbeiter und Seeleute: Konformität, Opposition, Widerstand, Lang, Frankfurt/M. u. a. 2000, ISBN 3-631-31727-1.

Herausgeberschaften
- Verfolgung – Ausbeutung – Vernichtung. Die Lebens- und Arbeitsbedingungen der Häftlinge in deutschen Konzentrationslagern 1933–1945, Fackelträger Verlag, Köln 1985, ISBN 978-3-7716-2312-8
- Acht Stunden sind kein Tag. Geschichte der Gewerkschaften in Bayern. Katalog zur Wanderausstellung 1997/98 des Hauses der Bayerischen Geschichte in Zusammenarbeit mit dem Deutschen Gewerkschaftsbund – Landesbezirk Bayern,  Augsburg 1997 (zusammen mit Rainhard Riepertinger und Evamaria Brockhoff).
- Räume – Medien – Pädagogik. Kolloquium zur Neugestaltung der KZ-Gedenkstätte Dachau, Augsburg 1999 (zusammen mit Stanislav Zámečník und Evamaria Brockhoff).
- Dachauer Prozesse – NS-Verbrechen vor amerikanischen Militärgerichten in Dachau 1945–1948. Wallstein, Göttingen 2007, ISBN 978-3-8353-0167-2 (zusammen mit Robert Sigl).
- mit Ulrich Bauche, Ursula Wamser, Wilfried Weinke (Hrsg.): Wir sind die Kraft – Arbeiterbewegung in Hamburg von den Anfängen bis 1945. Katalogbuch zur Ausstellung des Museums für Hamburgische Geschichte, VSA-Verlag, Hamburg 1988, ISBN 3-87975-355-5.

Zeitschriftenaufsätze und Beiträge zu Sammelwerken
- KZ-Außenlager in München, in: Didaktische Arbeit in KZ-Gedenkstätten. Erfahrungen und Perspektiven, hrsg. v. d. Bayer. Landeszentrale f. polit. Bildungsarbeit, München 1993, S. 43–57 (in ergänzter Form auch in: Dachauer Hefte 16 (1996) H. 12, S. 58–80).
- Unter Führung des NSDAP-Gauleiters. Die Hamburger Staatspolizei (1933–1937) in: Gerhard Paul, Michael Mallmann (Hrsg.), Die Gestapo – Mythos und Realität, Darmstadt 1995, S. 101–117.
- Liebe und Tod. Frauen und Deserteure. In: Marlis Buchholz/Claus Füllberg-Stolberg/Hans-Dieter Schmid (Hrsg.): Nationalsozialismus und Region. Bielefeld 1996, S. 241–257.
- Verfolgung (KZ, Repressionsapparat), in: Wolfgang Benz/Hermann Graml/Hermann Weiß (Hrsg.), Lexikon des Nationalsozialismus, Stuttgart 1997